# 劉國軒
劉國軒（1629年—1693年），字觀光，福建汀州府長汀縣人，另一說為武平縣人，為鄭氏王朝重要的軍事領袖，活躍於對抗清朝的戰爭。劉國軒與鄭聰、馮錫範發動東寧之變，絞死監國世子鄭克𡒉於北園別館（今臺南開元寺）。劉國軒善於利用間諜，掌握敵軍的詳細動向，因此經常戰勝，才有「劉怪子」這綽號的產生。在澎湖海戰擔任統帥，卻被施琅擊敗。戰後不但反對出兵攻佔呂宋延續東寧國祚，甚至力主舉國投降於滿清，幼主鄭克塽最終從之，鄭氏王朝從此滅亡。後來，台灣日治時期的連橫撰寫《台灣通史》時，將其立於《列傳一》中。

## 生平

### 早年
劉國軒生於明崇禎二年（1629年），7歲父親過世，11歲時發生饑荒，走百里負米供母，劉國軒號召家鄉青年人結寨自保防流寇，15歲時匪幫路過家鄉並奪牛畜，劉國軒埋伏於隘口截擊，奪還被擄之牛畜。福建於1646年成為清國領土，16歲的劉國軒加入清軍行列。
劉國軒後來做到清朝漳州的把總，永曆八年（1654年）底，劉國軒打算改投鄭成功，接應明鄭軍收復漳州，事後鄭成功任命劉國軒管護衛後鎮。後來劉國軒也參與1659年圍攻南京、1661年進攻台灣等戰役。
永曆十八年（1664年）鄭經退守台灣，為了獲得充足的糧食，派劉國軒前往半線屯田。但是鄭氏王朝擴張領土的行動，威脅到統治台中一帶的大肚王國，雙方的衝突已無法避免。永曆二十四年（1670年）大肚社、沙轆社、斗尾龍岸番舉兵反抗，這次事件規模不小，就連鄭經自己也親征。鄭經與劉國軒先於八月擊敗斗尾龍岸番、同年十月再擊敗沙轆社、大肚社，將沙轆社的平埔族從數百人屠殺只剩6人，逼迫大肚社遷往埔里，水里社（原位今龍井區）逃往水。

### 粵東戰役
永曆二十八年（1674年）鄭經響應三藩之亂，卻因為領土糾紛和耿精忠決裂，耿精忠派20,000人進攻泉州，鄭經派劉國軒迎戰。兩軍在塗嶺相遇，劉國軒派兵繞到耿軍後方將其擊敗。
永曆二十九年（1675年）鄭經與耿精忠和解，改派劉國軒增援潮州總兵劉進忠，對抗尚之信。五月經過長久僵持，鄭軍糧食不足，劉國軒退往鱟母山，並把剩餘的糧食擺在車上，設法穩定軍心。尚之信繞小路來進攻，鄭軍因無法撤退而冒死突進，劉國軒再追擊敗退的尚軍，總共斬殺約20,000人、俘虜7,000人。這場戰鬥鄭軍以數千人擊敗清軍數萬人，劉國軒的勇名因此威震粵東。
永曆三十年（1676年）尚可喜病情惡化，加上吳三桂攻陷肇慶、韶州等地，廣東清軍人心開始動搖，尚之信只得加入反清陣營，並割讓惠州給劉國軒。可是鄭軍於十月在烏龍江被清軍擊敗，其餘領地相繼被攻陷，局勢開始對鄭氏王朝不利。永曆三十一年（1677年）劉進忠、尚之信都已投靠清朝，劉國軒以惠州難以防守，退回廈門和鄭經會合。

### 閩南戰役
永曆三十二年（1678年）鄭經企圖恢復之前的聲勢，以劉國軒為統帥進攻海澄。劉國軒先於二月十日（3月10日）燒毀江東橋，切斷漳州、泉州之間的聯繫。不過清軍陸續趕來增援，劉國軒便在漳州、海澄一帶進行游擊，使得清軍無法判斷他的意圖，只能在各地來回奔波。劉國軒先後擊敗水頭、祖山兩地的清軍，並於閏三月十八日（5月8日）開始包圍海澄。
劉國軒為了孤立海澄，在城外挖水道，引河水來包圍城池，水道外再挖壕溝，並在壕邊安置大炮。五月清軍奇襲在祖山的劉國軒，並試圖填平城外的壕溝，卻遭到劉國軒炮擊，清軍死傷慘重，再也沒有能力解救海澄。經過長久的包圍，海澄嚴重缺糧，清軍甚至吃馬骨頭充飢，劉國軒終於在六月初十（7月28日）攻陷海澄，並以此項功績受封征北將軍、武平伯。
接著劉國軒佔領泉州全部的屬縣，只剩泉州府繼續堅守，經過二個月的包圍仍無法攻陷。這時防守定海的蕭琛被清軍擊潰，謊報清軍大舉出動，鄭經因此召回劉國軒，清軍趁勢奪回失去的領地。後來鄭經發現真相，將蕭琛處死，再派劉國軒進攻漳州。九月十九日（11月3日）劉國軒率領20000人，和清軍在龍虎山（或叫蜈蚣山）交戰，劉國軒連續擊退胡圖、姚啟聖兩隊，卻遭耿精忠擊敗。
永曆三十三年（1679年）劉國軒佔領果堂寨，和固守江東橋的姚啟聖對峙。劉國軒打算強化果堂寨的防禦，率領2000人在果堂寨後方的坂尾築寨，工程還沒完成，就遭數萬清軍的攻擊。劉國軒靠大炮壓制清軍攻勢，再以火銃追擊敗退的清軍，坂尾寨得以順利完成。

### 東寧政變
永曆三十四年（1680年）鄭軍因長久缺糧，軍心開始動搖，海澄向清軍投降。劉國軒只得返回廈門，卻發生軍隊暴動，劉國軒認為廈門已無法固守，便和鄭經一起退守臺灣。鄭經約八個月後去世，劉國軒加入了馮錫範領導的東寧之變，殺監國世子鄭克𡒉，改立馮錫範的女婿鄭克塽繼位延平王，劉國軒受封武平侯，前往澎湖修築砲台防範清軍。

### 反對進攻呂宋
永曆三十七年六月十六日（1683年7月10日）施琅進攻澎湖（詳見澎湖海戰），劉國軒靠著炮船擊退清軍。到了二十二日（16日），風向突然從西北風轉成南風，施琅順著風勢擊敗劉國軒。戰後，宰輔馮錫範召開文武會議，與黃良驥、洪邦柱以及中書舍人鄭得瀟共同奏請幼王鄭克塽攻佔呂宋島（菲律賓），以延續東寧國的國祚。施琅此時派遣曾蜚前來招撫，並以總兵之職欲誘降劉國軒，劉國軒因而拉攏馮錫範以及眾多將領，主張舉國投降滿清。七月十五日（9月5日）由鄭克塽率領劉國軒、馮錫範等人一起向施琅投降。

### 晚年
劉國軒降清後，清廷封其為伯爵，授職直隸天津鎮總兵，並將劉國軒一家遷往京師，隸鑲黃旗漢軍。劉國軒於康熙三十二年（1693年）逝世，享壽六十五歲，清廷同年追贈太子少保。
雍正九年（1731年）劉國軒與鄭克塽後裔合併改隸正紅旗漢軍第五參領第一佐領。

## 民間信仰
相傳劉國軒率軍屯墾於右衝鎮（今高雄右昌地區）時，曾應將士之請而卜地建造元帥爺廟、三山國王廟、一甲福德寺及三甲福德祠等廟宇，作為當地軍民之精神寄託及信仰中心，後人為感念劉國軒之恩德，便尊其為「劉府大元帥」，奉為元帥爺府之主神。